# تجزئة جيو ديموغرافية
في التسويق، تُعتبر التجزئة الجيو ديموغرافية تقنية في الإحصاء متعدد المتغيرات تهدف لاكتشاف ما إذا كان يمكن تصنيف أفراد جماعة ما ضمن مجموعات مختلفة عن طريق القيام بمقارنات كمية للعديد من الصفات، مع افتراض أنه يجب أن تكون الاختلافات ضمن أي مجموعة أقل من الاختلافات بين المجموعات.

## المبادئ
التجزئة الجيو ديموغرافية قائمة على مبدأين أساسيين:
- من المرجح أن يتسم قاطنو الحي نفسه بصفات متشابهة أكثر من شخصين اختيرا بشكل عشوائي.
- يمكن تصنيف الأحياء اعتمادًا على مواصفات قاطنيها. يمكن وضع أي حيين ضمن الفئة نفسها، على سبيل المثال، يحتويان على أنواع متشابهة من الأشخاص، على الرغم من أنهما منفصلان بشكل كبير.

## خوارزميات التجميع
يؤدي استخدام خوارزميات مختلفة إلى نتائج مختلفة، لكن لا يوجد منهج واحد لاختيار الخوارزمية الأمثل، إذ لا تقدم أي منهن إثباتًا نظريًا على صحتها. تُعتبر الخوارزمية التصنيفية المعروفة على نطاق واسع أكثر التقنيات استخدامًا في التجزئة الجيو ديموغرافية. لكن ما تزال الخوارزميات الناتجة عن الشبكات العصبية الصناعية، أو الخوارزميات الجينية، أو المنطق الترجيحي أكثر الخوارزميات فعالية في قواعد البيانات الكبيرة ومتعددة الأبعاد (بريميكوم، 2007).
يمكن للشبكات العصبية تولي أمر العلاقات غير الخطية، وهي منيعة على الضوضاء وتقدم درجة كبيرة من الأتمتة. لا تفترض أي فرضيات حول طبيعة البيانات أو توزعها، كما تقدم مساعدة قيمة عند التعامل مع المشكلات ذات الطبيعة الجغرافية التي استعصى حلها حتى يومنا هذا. تُعتبر الخريطة ذاتية التنظيم إحدى أشهر نظريات الشبكة العصبية وأكثرها فعالية في تشكيل مجموعات غير خاضعة للرقابة. اقتُرحت الخريطة ذاتية التنظيم لتكون شكلًا محسنًا من الخوارزميات التصنيفية، إذ توفر منهجًا أكثر مرونة لإحصاء تجميع البيانات. استخدم سبيلمان وثريل (2008) الخريطة ذاتية التنظيم مؤخرًا لتطوير تجميع جيو ديموغرافي لقاعدة بيانات إحصائية تتعلق بمدينة نيويورك.
تعتمد إحدى الطرق الأخرى لتوصيف تشابه الفرد مع المنطقة ككل على المنطق الترجيحي. ينطوي مبدأ المنطق الترجيحي على فكرة مفادها أنه من الممكن أن ينتمي شيء ما إلى أكثر من تجمع. في المنطق الثنائي، تكون المجموعة محدودة ضمن التعريف الثنائي للإثبات أو النفي، ما يعني أن غرضًا ما ينتمي إلى المجموعة أو لا ينتمي إليها. يتيح التجميع الترجيحي إمكانية انتماء الوحدة المكانية إلى أكثر من تجمع ذي قيم عضوية مختلفة. 

## الأنظمة

### نظام كاميو
تُعتبر تصنيفات كاميو مجموعة من التصنيفات الخاصة بالمستهلك المستخدمة على نطاق عالمي من قبل منظمات لتكون جزءًا من استراتيجياتها الخاصة بالمبيعات، والتسويق، وتخطيط الشبكات.
أُنشئ نظام كاميو في المملكة المتحدة على مستوى الرمز البريدي، والمنزل، والفرد، ويصنف ما يتجاوز 50 مليار مستهلك بريطاني. أُنشئ بهدف تجزيء السوق البريطاني بشكل دقيق إلى 68 نوعًا حيًا مميزًا و10 قطاعات تسويقية رئيسية.
تُعتبر كاميو العالمية أكبر نظام تجزيء للمستهلكين على مستوى العالم، إذ تغطي 40 دولة. ثمة أيضًا تصنيف عالمي هو كاميو الدولية التي تنتشر فروعها في بلدان عدة.

### نظام أكرون
نظام أكرون هو تصنيف للأحياء السكنية طورته شركة كاسي في لندن، وهو الأداة الوحيدة الجيو ديموغرافية المتاحة حاليًا والتي أُنشئت على أساس بيانات السنة الحالية بدلًا من مجموعة معلومات تعود إلى عام 2011. يساعد نظام أكرون على تحليل المستهلكين وفهمهم بهدف زيادة التفاعل مع المستهلكين ومستخدمي الخدمات لتقديم الاستراتيجيات عبر جميع القنوات. يصنف نظام أكرون كل الرموز البريدية في المملكة المتحدة والبالغ عددها 1.9 مليون ضمن 6 فئات، و18 مجموعة، و62 نوعًا.